# Апшуциемс
Апшуциемс (латыш. Apšuciems, в Российской империи Апшен, нем. Apschen, в 1941—1944 гг. Эспенхоф, нем. Espenhof) — населённый пункт («среднее село», латыш. vidējciems) в Энгурской волости Тукумского края Латвии. Расположен на побережье Рижского залива вдоль региональной автотрассы P128 (Слока—Талсы), между Плиеньциемсом на северо-западе и Клапкалнциемсом на юго-востоке. По территории посёлка протекает река Лачупе.

## История
Первоначально образовался как рыбацкий посёлок в начале XIX века и был связан с располагавшейся недалеко усадьбой Церкстен (нем. Zerxten), принадлежавшей баронам фон Клейст. В 1828 году на берегу был построено зернохранилище для хранения зерна, предназначенного для вывоза морем, затем здание использовалось как рыбоконсервная фабрика. В то же время, как и соседний Пленц (Плиеньциемс), в XIX веке Апшен был нередким местом морских купаний, которые тогда прописывались врачами. По состоянию на 1912 год деревня Апшен включала в себя 65 десятин мелких земельных участков. В межвоенное время в посёлке работала мастерская по ремонту лодочных моторов.
В 1921—2005 гг. (с перерывами) в посёлке действовала начальная школа; в 2019 г. в её помещении открыт Центр рыболовства и морского культурного наследия — поселковый музей. Учитель Янис Аузенбахс (1896—1948), работавший в школе в 1921—1925 гг., опубликовал в 1925 г. учебное пособие по краеведению (латыш. Apkārtnes mācība) для 1-2 классов, посвящённое Апшуциемсу и окрестностям.
В ходе боевых действий по освобождению Латвии от немецких войск в августе 1944 года Апшуциемс наряду с другими прибрежными посёлками от Слоки до Плиеньциемса стал ареной напряжённого противостояния: советские войска сперва прорвали немецкий фронт и вышли к морю, отрезав рижскую группировку противника, а затем после высадки немцами десанта с моря вынуждены были отойти вглубь латвийской территории.
По окончании Второй мировой войны в посёлке был создан рыболовецкий колхоз. Будням этого колхоза посвящена документальная повесть советского писателя Василия Золотова «Там, где шумит море» (1959).

## Культура
В советское время посёлок начал постепенно превращаться в курортный. В 1959 г. был основан небольшой дендрарий вдоль Лачупе, его создателем стал инженер-строитель Игорь Меднис (1931—2001), к настоящему времени площадь дендрария составляет 7,2 гектара, на этой территории растёт 60 видов хвойных и 350 видов лиственных деревьев. Дача семьи Аушкапов, построенная здесь в 1969 г. по проекту крупного архитектора Марты Станя, считается одной из важнейших её работ. Любимым местом отдыха и творческих размышлений был Апшуциемс для режиссёра Петериса Петерсонса. Частью Апшуциемса стал дачный кооператив Союза композиторов Латвийской ССР «Лачупите»; в нём, в частности, построил дачу композитор Ромуалдс Ермакс, соорудивший у себя дома небольшой орган и с 1983 г. проводивший в посёлке музыкальный фестиваль.
Наряду с латышской интеллигенцией Апшуциемс облюбовала и русская. С начала 1970-х гг. здесь жил летом историк и диссидент Вадим Борисов; в 1972 г. к нему в Апшуциемс приезжали поэты Дмитрий Бобышев и Наталья Горбаневская, последняя оставила об этом стихотворение «Что там за шорох…». С тех же времён сюда приезжал на лето Анатолий Найман. В 1973 г. в Апшуциемсе отдыхали Виктор Некрасов, Семён и Лилиана Лунгины, Елена Чуковская и Мария Слоним, затем также Юрий Трифонов. В память об этом круге людей дети Вадима Борисова в 2003 году открыли в Москве клуб «Апшу».
Апшуциемс изображён на двух картинах латвийского художника Николая Петрашкевича (1958). Здесь проходили натурные съёмки художественного фильма «Сын рыбака» (1957, режиссёр Варис Круминьш) и нескольких эпизодов телесериала «Долгая дорога в дюнах» (1980—1981, режиссёр Алоиз Бренч).